# Hypognatha utari
Hypognatha utari là một loài nhện trong họ Araneidae.
Loài này thuộc chi Hypognatha. Hypognatha utari được Herbert Walter Levi miêu tả năm 1996.